# Switch (film 1978)
Switch è un film italiano del 1978 diretto da Giuseppe Colizzi. È l'ultimo film di Colizzi, uscito postumo.

## Trama
Dory, Sgomma, Renato, e Solimano decidono di impiantare una trasmittente libera che decidono di chiamare "Free TV". L'entusiasmo dei giovani non corrisponde alla conoscenza dei mezzi tecnici  ed avendo ottenuto le apparecchiature mediante cambiali, quando arrivano le scadenze dei debiti per loro iniziano i guai. Trovano l'aiuto di un ladruncolo di nome Annibale che andrà in prigione proprio quando ruba per loro 2 milioni di lire. Nel frattempo, l'emittente gestita dai ragazzi va avanti con piccoli eventi. Nel corso di una di queste manifestazioni Sgomma intuisce un rapimento di una bimba. I ragazzi della "Free TV" salvano la piccola ed informano il pubblico sull'avvenimento. I rapitori reagiranno con la distruzione della stazioncina. Questa volta, se vogliono riprendere, devono seguire la solita strada e la protezione viene offerta da un onorevole.

## Titolazione
Il film è stato distribuito anche come Switch (Pandemonio) e anche col solo nome Pandemonio.

## Doppiaggio
L'inglese Sundquist è doppiato da Claudio Sorrentino, mentre la francese Belle si doppia da sola. 

## Home video
Mai pubblicato su vhs, dvd o blu ray dopo anni di oblio è stato trasmesso nel 2024 su Cine 34 anche se non si escludono trasmissioni precedenti su tv locali.

## Colonna sonora
Inedita per 47 anni su qualsiasi supporto, anche video, è stata pubblicata nel febbraio del 2025 dalla Beat Records Company su cd e vinile.
Il tema principale verrà riutilizzato l'anno successivo per la celebre Oh... Na Na Na utilizzata come sigla della serie di telefilm L'occhio che uccide - Quasi un'ora di follie con Marty Feldman.